# OR51E1
Olfaktorni receptor 51E1 je protein koji je kod ljudi kodiran OR51E1 genom.
Olfaktorni receptori formiraju interakcije sa molekulima mirisa u nosu, čime se inicira neuronski respons koji izaziva percepciju mirisa. Oni su odgovorni za prepoznavanje i G proteinima posredovanu transdukciju mirisnih signala. Proteini olfaktornih receptora su članovi velike familije G protein spregnutih receptora (GPCR). Poput mnogih receptora za neurotransmitere i hormone, olfaktorni receptori imaju strukturu 7-transmembranskog domena. Oni su kodirani genima sa jednim eksonom. Geni olfaktornih receptora su najveća familija genoma. Nomenklatura gena i proteina olfaktornih receptora je nezavisna od drugih organizama.

## Literatura
- Wang J; Weng J; Cai Y;  . (2006). „The prostate-specific G-protein coupled receptors PSGR and PSGR2 are prostate cancer biomarkers that are complementary to alpha-methylacyl-CoA racemase”. Prostate. 66 (8): 847—57. PMID 16491480. doi:10.1002/pros.20389.
- Weng J; Wang J; Hu X;  . (2007). „PSGR2, a novel G-protein coupled receptor, is overexpressed in human prostate cancer”. Int. J. Cancer. 118 (6): 1471—80. PMID 16206286. doi:10.1002/ijc.21527.
- Gerhard DS; Wagner L; Feingold EA;  . (2004). „The status, quality, and expansion of the NIH full-length cDNA project: the Mammalian Gene Collection (MGC)”. Genome Res. 14 (10B): 2121—7. PMC 528928 . PMID 15489334. doi:10.1101/gr.2596504.
- Weigle B; Fuessel S; Ebner R;  . (2004). „D-GPCR: a novel putative G protein-coupled receptor overexpressed in prostate cancer and prostate”. Biochem. Biophys. Res. Commun. 322 (1): 239—49. PMID 15313197. doi:10.1016/j.bbrc.2004.07.106.
- Malnic B, Godfrey PA, Buck LB (2004). „The human olfactory receptor gene family”. Proc. Natl. Acad. Sci. U.S.A. 101 (8): 2584—9. PMC 356993 . PMID 14983052. doi:10.1073/pnas.0307882100.
- Vanti WB; Nguyen T; Cheng R;  . (2003). „Novel human G-protein-coupled receptors”. Biochem. Biophys. Res. Commun. 305 (1): 67—71. PMID 12732197. doi:10.1016/S0006-291X(03)00709-5.
- Strausberg RL; Feingold EA; Grouse LH;  . (2003). „Generation and initial analysis of more than 15,000 full-length human and mouse cDNA sequences”. Proc. Natl. Acad. Sci. U.S.A. 99 (26): 16899—903. PMC 139241 . PMID 12477932. doi:10.1073/pnas.242603899.
- Adams MD; Kerlavage AR; Fleischmann RD;  . (1995). „Initial assessment of human gene diversity and expression patterns based upon 83 million nucleotides of cDNA sequence” (PDF). Nature. 377 (6547 Suppl): 3—174. PMID 7566098.

## Spoljašnje veze
- OR51E1+protein,+human на 